# Huy (Vizekönig von Kusch unter Ramses II.)
Huy war Vizekönig von Kusch unter Ramses II. und damit einer der wichtigsten und mächtigsten Beamten seiner Zeit. Er ist von etwa 10 Denkmälern bekannt, worunter sich fünf Felsinschriften im Raum von Assuan, eine Statue, eine Stele, eine Türleibung, ein Türsturz, sowie ein Keilschrifttext befinden.
Anhand der Quellen kann seine Karriere rekonstruiert werden. Zunächst war er Stallmeister des Marschstalls Ramses'II. wahrscheinlich in Piramesse. Er wurde dann zum Marschall befördert und wurde dann Statthalter in Kanaan, das damals ägyptische Provinz war. In dieser Funktion brachte er die hethitische Prinzessin Maathorneferure im 34. Regierungsjahr von Ramses II. nach Ägypten. Vielleicht als Belohnung wurde er darauf zum Vizekönig von Kusch ernannt. In dieser Funktion trug er unter anderem die Titel Schreiber des Königs und Wedelträger zur Rechten des Königs.